# Bellflower (Misuri)
Bellflower es una ciudad ubicada en el condado de Montgomery en el estado estadounidense de Misuri. En el Censo de 2010 tenía una población de 393 habitantes y una densidad poblacional de 271,45 personas por km².

## Geografía
Bellflower se encuentra ubicada en las coordenadas 39°0′14″N 91°21′6″O / 39.00389, -91.35167. Según la Oficina del Censo de los Estados Unidos, Bellflower tiene una superficie total de 1.45 km², de la cual 1.45 km² corresponden a tierra firme y (0%) 0 km² es agua.

## Demografía
Según el censo de 2010, había 393 personas residiendo en Bellflower. La densidad de población era de 271,45 hab./km². De los 393 habitantes, Bellflower estaba compuesto por el 94.4% blancos, el 2.29% eran afroamericanos, el 0.51% eran amerindios, el 0% eran asiáticos, el 0% eran isleños del Pacífico, el 0% eran de otras razas y el 2.8% pertenecían a dos o más razas. Del total de la población el 0.76% eran hispanos o latinos de cualquier raza.